# Huperzia dentata
Huperzia dentata é uma espécie de planta vascular produtora de esporos da família Huperziaceae (alguns sistemas de classificação incluem a espécie na família]] Lycopodiaceae), considerada um endemismo da Macaronésia. A espécie ocorre em todas as ilhas dos Açores exceto na ilha de Santa Maria e na ilha da Madeira.